# 马蒂亚斯·贝西诺
马蒂亚斯·贝西诺·法莱罗（西班牙語：Matías Vecino Falero；1991年8月24日—）是一名乌拉圭足球运动员，司职攻击中场。現效力於意甲球隊拉素。烏拉圭國家足球隊隊員。

## 俱乐部生涯
贝西诺在乌拉圭球队西班牙中央开始职业足球生涯，2011年转投乌拉圭豪门民族。
2013年8月23日，贝西诺加盟意大利足球甲级联赛球队佛罗伦萨。
2014-15赛季，贝西诺被租借到恩波利。
2017年7月31日，佛罗伦萨授权贝西诺进行国际米兰的体检， 以完成据报道的2400万欧元转会。 该转会于8月2日正式完成，贝西诺签约至2021年6月。
他被分配到11号球衣，并于8月20日在对阵前东家佛罗伦萨的意甲首轮比赛中完成首秀，出场全场90分钟，帮助国际米兰以3-0获胜。 六天后，他在对阵罗马的下一场比赛中打进了他在国际米兰的首个进球，打入了第三粒进球，最终帮助球队在客场3-1获胜，这是九年来首次在奥林匹克体育场战胜罗马。
2018年5月20日，贝西诺在国际米兰3-2战胜拉齐奥的比赛中打入制胜球，这场胜利使俱乐部在六年后重返欧洲冠军联赛。 2018年9月18日，他在托特纳姆热刺的比赛中打入伤停补时的制胜球，帮助国际米兰在欧洲冠军联赛中以2-1获胜。
2022年8月1日，贝西诺自由转会加盟拉齐奥，并签下了一份为期三年的合同。

## 国家队生涯
贝西诺曾代表乌拉圭20岁以下国家足球队参加2011年南美青年足球锦标赛和2011年U20世界盃足球賽。

## 外部連結
- Inter Milan official profile （页面存档备份，存于）
- Soccerway資料庫：马蒂亚斯·贝西诺